# Ola Bergström
Ola Pehr-Erik Gustaf Jonas Torgnysson Bergström, född den 18 maj 1984, är en svensk musiker och skådespelare.
Bergström var under artistnamnet "The Kid" basist i bandet The Lips med bland andra Daniel Karlsson.[källa behövs]
Han spelar rollen som Björn J:son Lindh i filmen Cornelis om Cornelis Vreeswijk.[källa behövs]

### Fotnoter
1. ↑  ”Ola Bergström”. Birthday.se. http://www.birthday.se/person/6f40c28e-949f-530d-1a2f-708c84704a10. Läst 13 oktober 2012.
2. ↑  ”Ola Bergström”. IMDb.com. http://www.imdb.com/name/nm4123052/. Läst 13 oktober 2012.